# الفخارة (طركونة)
الفخَّارة هي بلدية في مقاطعة طركونة ، في قطلونية في إسبانيا.